# Зоренька
Хореографический ансамбль «Зоренька»  (Пенза) — неоднократный лауреат международных и всероссийских конкурсов-фестивалей народного творчества.

## История
Ансамбль был создан в 1974 году при Доме культуре Пензенского часового завода Юрием Яничкиным. В репертуаре ансамбля — танцы народов мира. В 1977 ансамблю «Зоренька» присвоено звание «Народный самодеятельный коллектив». Участник телепрограмм «Наш адрес – Советский Союз», «Шире круг», обладатель специального приза ЦК ВЛКСМ за успехи в зональном этапе Всесоюзной творческой эстафеты, посвященной Всемирному фестивалю молодёжи и студентов (1978), участник культурной программы 12-го Всемирного фестиваля молодёжи и студентов в Москве (1985), заключительных концертов лауреатов Второго Всесоюзного фестиваля народного творчества в РСФСР «Я люблю тебя, Россия» в Кремлёвском Дворце съездов (1987), Всероссийского праздника фольклора «Тебе, Москва!» (1987).
Коллектив успешно гастролировал в Москве, Санкт-Петербурге, Севастополе, Одессе, Нижнем Новгороде, Тернополе, Владимире, Ханты-Мансийске, Нефтеюганске, Сургуте, Киеве и в таких странах, как Болгария, Румыния, Венгрия, Польша, Германия, Италия, Мальта, Китай, Бельгия.

## Призы и награды
- Лауреат 1-го, 2-го, 3-го Всесоюзных фестивалей самодеятельного художественного творчества (1975—1977, 1986—1987, 1988—1991)
- Лауреат Международного фестиваля народного творчества в Бельгии (1997)
- Лауреат Всероссийского праздника русской пляски в г. Владимир (1997)
- Первое место на Международном фестивале-конкурсе танцев народов мира «Весёлая Терпсихора» в г. Киеве (2003)
- Лауреат I степени VIII Всероссийского праздника русского народного танца на приз им. Т. А. Устиновой в г. Владимир (2007)
- 6 декабря 2010 г. в г. Москве на сцене Государственного концертного зала им. П. И. Чайковского состоялась торжественная церемония вручения Премии Правительства Российской Федерации «Душа России» за вклад в развитие народного творчества. Лауреатом Премии в номинации «Народный танец» стал художественный руководитель хореографического ансамбля «Зоренька», Заслуженный деятель искусств России Юрий Яничкин[3][4].

## Репертуар
Более 50 хореографических постановок. Все они созданы в «творческой лаборатории» ансамбля и демонстрируют собственный творческий подход авторов как к современному, так и к народному танцу, в результате которого зрители видят единую танцевальную картину или целостный спектакль с ярко выраженной драматургией, обрисовкой характера персонажей.

## Состав
- Средний возраст исполнителей — 22 года.

## Руководство
- 1974–2012 гг. – Юрий Яничкин.
- С 2012 года – Наталья Яничкина

Администраторы: